# Raffenaldia
Raffenaldia là chi thực vật có hoa trong họ Cải.